# Parnassius

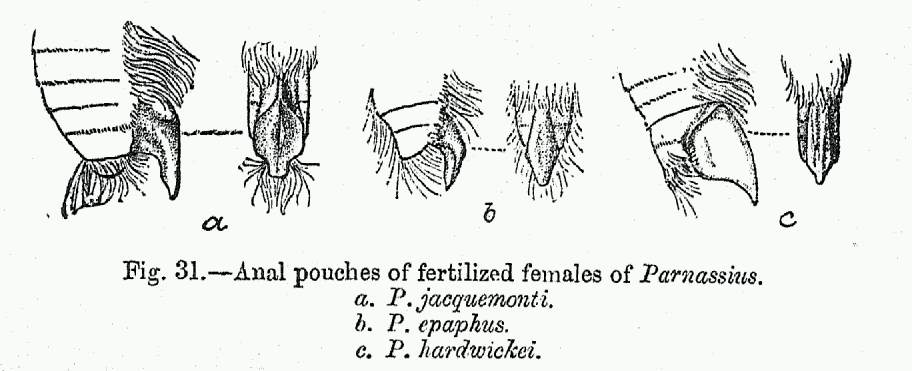
Diferencias específicas de la genitalia femenina

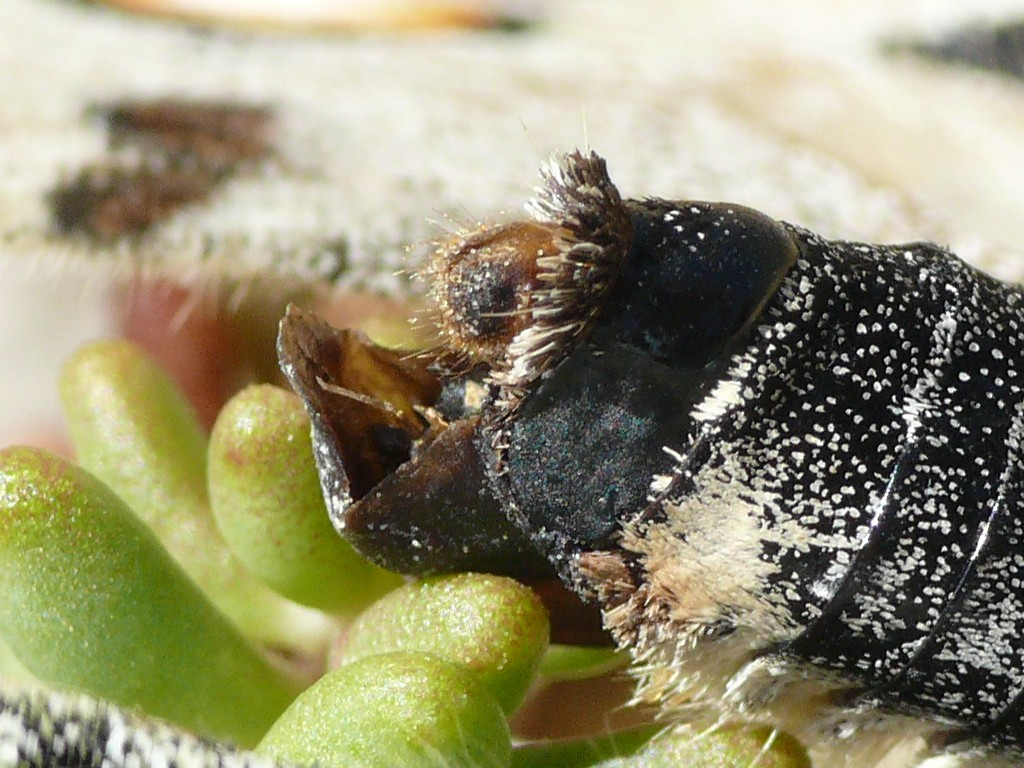
Contraenchufe en hembra de Parnassius apollo.

Parnassius es un género de mariposas de distribución circumpolar del hemisferio norte y regiones montanas. Se los conoce como "Apolos". Varían mucho en color y forma según la altitud. Otra adaptación a la altitud es el melanismo. El cuerpo y la base de las alas presentan colores oscuros que les ayudan a calentarse más rápidamente.
Si bien son miembros de la familia Papilionidae, sus alas no poseen las colas características de esta familia.
Las larvas se alimentan de plantas de las familias Papaveraceae y Crassulaceae entre otras. Al igual que otros miembros de la familia poseen osmeterios que emiten secreciones. A diferencia de otras mariposas cuyas pupas están expuestas, las de este género forman un capullo de seda.

## Identificación y ecología
Las especies de Parnassius son a veces difíciles de identificar. En algunos casos se necesita realizar una disección de los órganos sexuales o genitalia. La filogenia del grupo aún está en estudio. No hay acuerdo sobre el número total de especies; se calculan entre 38 y 47.
Las mariposas Parnassius tienen una estrategia reproductiva particular en que el macho tiene glándulas accesorias que producen una sustancia gelatinosa que insertan en la hembra. Esta sustancia actúa como un contraenchufe para bloquear el acceso al aparato genital a otros machos.
Las mariposas de este género se usan para estudiar metapoblaciones, genética de poblaciones y flujo genético. Su distribución irregular y migración restringida las hace vulnerables a los efectos de la deriva genética. Pueden existir notables variaciones de colores entre los individuos de diferentes regiones.

## Taxonomía
Se reconocen ocho subgéneros dentro del género. 
- Driopa Korshunov, 1988. Especie tipo: Papilio mnemosyne Linnaeus, 1758.
- Sachaia Korshunov, 1988. Especie tipo: Parnassius tenedius Eversmann, 1851.
- Parnassius Latreille, 1804; Nouv. Dict. Hist. nat. 24 (6): 185, 199, Especie tipo: Papilio apollo Linnaeus.
- Tadumia Moore, [1902]; Lepidoptera Indica, 5 (53): 116, Especie tipo: Papilio acco Gray
- Kailasius Moore, [1902]; Lepidoptera Indica, 5 (53): 118, Especie tipo: Parnassius charltonius Gray
- Koramius Moore, [1902]; Lepidoptera Indica, 5 (53): 120, Especie tipo: Parnassius delphius Eversmann
- Lingamius Bryk, 1935; Das Tierreich 65: 538-540, Especie tipo: Parnassius hardwickii Gray
- Eukoramius Bryk, 1935; Das Tierreich 65: 630, 673-674, Especie tipo: Parnassius imperator Oberthür

Otros nombres que ya no son válidos incluyen
- Parnassis Hübner, [1819]; Verz. bekannter Schmett. (6): 90 (or missp. or emend.?), Especie tipo: Papilio apollo Linnaeus
- Therius Billberg, 1820; Enum. Ins. Mus. Billb.: 75, Especie tipo: Papilio apollo Linnaeus
- Doritis Fabricius, 1807; Magazin f. Insektenk. (Illiger) 6: 283, Especie tipo: Papilio apollo Linnaeus

## Especies
- Parnassius acco
- Parnassius acdestis
- Parnassius actius
- Parnassius andreji
- Parnassius apollo
- Parnassius apollonius
- Parnassius arcticus
- Parnassius ariadne
- Parnassius autocrator
- Parnassius baileyi
- Parnassius behrii
- Parnassius boedromius
- Parnassius bremeri
- Parnassius cardinal
- Parnassius charltonius
- Parnassius cephalus
- Parnassius clodius
- Parnassius davydovi
- Parnassius delphius
- Parnassius dongalaicus
- Parnassius epaphus
- Parnassius eversmanni
- Parnassius felderi
- Parnassius glacialis
- Parnassius hannyngtoni
- Parnassius hardwickii
- Parnassius hide
- Parnassius honrathi
- Parnassius huberi
- Parnassius imperator
- Parnassius inopinatus
- Parnassius jacobsoni
- Parnassius jacquemontii
- Parnassius kiritshenkoi
- Parnassius labeyriei
- Parnassius loxias
- Parnassius maharaja
- Parnassius maximinus
- Parnassius mnemosyne
- Parnassius nandadevinensis
- Parnassius nomion
- Parnassius nordmanni
- Parnassius nosei
- Parnassius orleans
- Parnassius patricius
- Parnassius phoebus
- Parnassius przewalskii
- Parnassius schultei
- Parnassius simo
- Parnassius simonius
- Parnassius smintheus
- Parnassius staudingeri
- Parnassius stenosemus
- Parnassius stoliczkanus
- Parnassius stubbendorfi
- Parnassius szechenyii
- Parnassius tenedius
- Parnassius tianschanicus

## Relaciones evolutivas

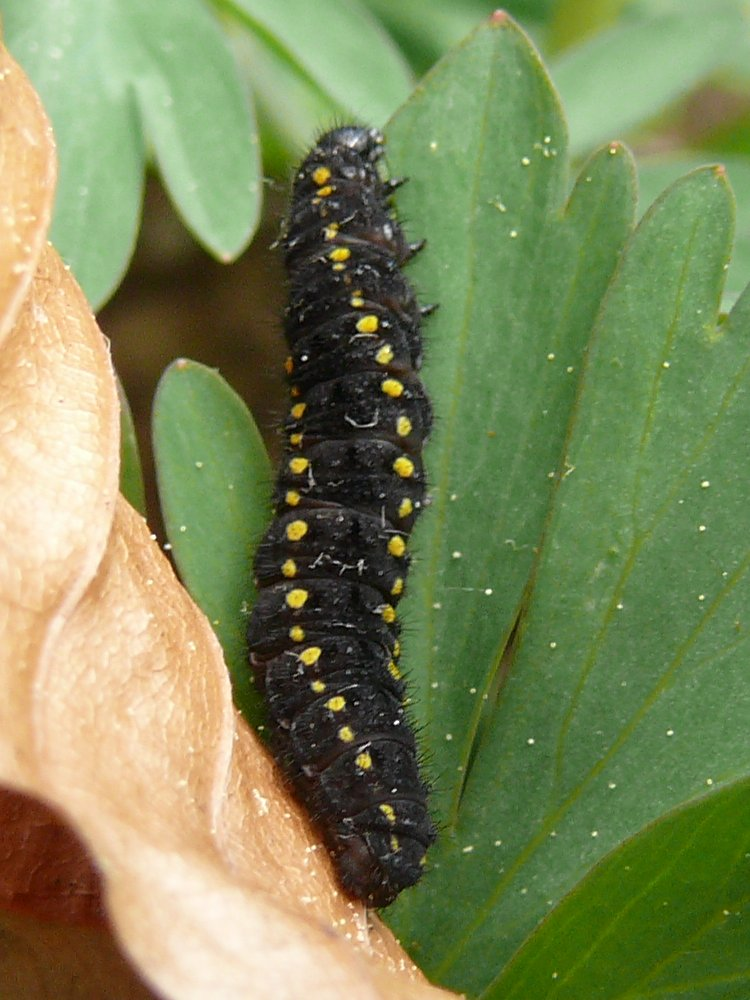
Parnassius mnemosyne - Oruga Apolo negra.

Un estudio de filogénetica molecular de 2008 sugiere que Baronia brevicornis Salvin 1893, pertenece a Parnassiini, junto con Hypermnestra y Parnassius y no al grupo externo Baroniinae. La separación más temprana del género Parnassius es entre el subgénero Parnassius (el grupo apollo, cuyas orugas se alimentan de Crassulaceae y excepcionalmente de Saxifragaceae) y el antepasado de los otros siete géneros. Las filogenias moleculares confirman la existencia de estos subgéneros. Seis de los otros subgéneros usan Fumariaceae como plantas larvales, mientras que las larvas del género restante, Kreizbergia, se alimentan de Scrophulariaceae

## Colecciones importantes
- National Museum of Natural History Leiden, (Rijksmuseum van Natuurlijke Historie) Curt Eisner collection. Tipos listed in Eisner, C. Parnassiidae-Typen in der Sammlung J.C.Eisner. Leiden. E.J.Brill, 1966. 190 pp. Col.frontispiece & 84 plts.(Zool.Verh. RMNH, 81). Review of worldwide species of Parnassiidae, 719 taxones incluidos.

- Natural History Museum Specimens largely determined by Curt Eisner Types listed in Ackery, P. R. (1973): A list of the type-specimens of Parnassius (Lepidoptera: Papilionidae) in the British Museum (Natural History).  Bull. Br. Mus. nat. Hist. (Ent.) 29 (1) (9.XI.1973): 1—35, 1 pl.pdf

- Ulster Museum Belfast. H.M Peebles collection Type list available on CD (Nash, R and Eisner, C.)

- Muséum national d'histoire naturelle, Paris.Types listed by Bernardi, G., and Viette, P. 1966. Les types et typoides de Parnassius (s.l.) se trouvant au Museum de Paris. Bull.Soc. ent. Fr. 71	95-103, 163-166. 9 229-233, 304-309.